# RockYou
RockYou是一家为Myspace开发小部件以及各种社交网络和Facebook開發应用程序的公司。自2014年以来，它開始購買视频游戏的版权，同時在游戏中加入广告以及重新銷售游戏。

## 历史
RockYou总部位于美國加利福尼亚州旧金山，由Lance Tokuda和Jia Shen于2005年创立。该公司的第一个产品是一个幻灯片小部件。后来該公司又開發语音邮件、文本和照片以及游戏小程序。截至2007年12月，就总安装量而言，它是Facebook平台上最成功的小部件開發商。
2009年12月，该公司發生了一次数据泄露事件，导致超过3200万用户的账户被洩露。该公司使用一个未加密的数据库来存储用户账户数据。黑客利用一个10年前的SQL漏洞获得了对数据库的访问權限。该公司在事件发生后花了数天时间通知受影響用户。
2019年2月13日，RockYou根據美国破产法第七章向美国纽约南区破产法院申请破产保护。 